# Clambus armadillo
Clambus armadillo  (лат.) — вид жуки-кругляков из подсемейства Clambinae. Распространён в палеарктическом регионе; интродуцирован также в Северную Америку, где распространился в США (Иллинойсе, Индиане, Массачусетсе, Нью-Гэмпшире, Нью-Йорке, Онтарио, Пенсильвании, Квебеке и Вашингтоне) и Канаде (Нью-Брансуике, Ньюфаундленде и Лабрадоре). Обитают на открытых местностях, таких как малиновые плантации и соседних лесах с преобладанием веймутовой сосны (в Канаде), а также на полях, например, влажных полях с галичной почвой.
Длина тела имаго 1—1,3 мм. Тело чёрное в серебристых, блестящих волосках. Представители данного вида характеризуются следующими признаками:
- голова заметно уже переднеспинки;
- вершина надкрылий без точек.